# Jivi Honk

Jivi Honk (1996)

Jivi Honk (J. Honk) (* 1957 in Linz als Herbert Gebetsroither) ist ein österreichischer Pop- und Jazzmusiker, Komponist und Produzent.

## Leben und Karriere
Honk verbrachte seine Kindheit und Jugendzeit in Amstetten (Niederösterreich) und besuchte dort das Gymnasium. Er maturierte in den Fächern Musik und Klavier und übersiedelte 1977 nach Wien um Jazz-Gitarre und Klavier zu studieren.
1980 trat er erstmals solo unter dem Künstlernamen Jivi Honk in Wiener Musikclubs wie America Latina, Roter Engel, Die Künstler etc. auf und spielte dort Blues, Rock, Reggae, Latin und Jazz. 1981 gründete er sein erstes Ensemble, Jivi Honk & Band. Als Gitarrist und Pianist beherrscht er sämtliche Stilrichtungen der klassischen und modernen Musik. Seine Songs enthalten Einflüsse des Jazz und Latin-Elemente, die teilweise an den 1960er Sound der Beatles und an Burt Bacharach erinnern.
Anfang der 1980er Jahre kreierte er mit seiner Live-Band Jivi Honk & The Funkplanet eine eigene Form des Popjazz und Latinrock. Die ersten Double A-Side Vinyl-Singles „Nothing You Can Do“/„Lovedancer“ und „But One Day“/„Space me to the Stars“ charteten auf dem österreichischen Sender Ö3 und wurden anschließend von weiteren Radiostationen gesendet.
1993 gründete er mit dem Gitarristen Andy Bartosh das J.Honk Instrumental Project und veröffentlichte auf seinem Label Honk Records die EPs „Sunrider“, „Moonrider“ und „Stardance“. 1996 wurde er vom Major-Verlag Warner/Chappell-Music Street Austria für das Classicrock-Album „Live at the Garage“ unter Vertrag genommen. Der Song „Highway of Fame“ wurde 1998 ca. 1000 mal auf ORF Blue Danube Radio gespielt und die Band absolvierte zahlreiche Konzerte.
Von 1997 bis 2009 widmete er sich besonders seinem 1992 gegründeten Musikverlag Honk Music und verlegte zahlreiche Releases von Jazz und Worldmusic, unter anderem von Friedemann, Anne Wylie, Jim Pepper und Nicolas Simion.
2010 veröffentlichte er seine ersten digitalen Singles „Blue Land“ und „Maybe“. 2015 folgte die EP „Radiohits 1“ mit einer Neuauflage der ersten 1980er Vinyl-Singles „Nothing You Can Do“ und „But One Day“. Seit 2019 arbeitet Honk an der digitalen Wiederveröffentlichung seines kompletten Songarchivs auf dem von ihm 2018 gegründeten Musiclabel Cozzmic Club.

## Diskografie
Alben
- Live at the Garage (1996, 2019)
- The Definitive Collection (2006)
- Got My Style (1990, 2019)

EPs
- J.Honk Instrumental Project 1: Sunrider (1993, 2018)
- J.Honk Instrumental Project 2: Moonrider (1993, 2018)
- J.Honk Instrumental Project 3: Stardance (1998, 2018)
- Golden Days (1994, 2019)
- Radiohits 1 (2015)

Singles
- Nothing You Can Do / Lovedancer (1987, 2019)
- But One Day / Space Me to the Stars (1988, 2019)
- Samba in the House (1989, 2019)
- When I Dance the Samba / Velvetmouse (1990, 2020)
- I Can’t Stand it / Way Back home (1992)
- Blue Land (2011, 2019)
- Maybe (2011, 2019)
- Steppin’ Out into the Night (2019)